# TechInsider
TechInsider, ранее «Популярная механика», — российский научно-популярный журнал, основанный в 2002 году как российская версия журнала Popular Mechanics и выпускаемый издательским домом Independent Media.

## История
Первый номер «Популярная механика» — российской версии журнала Popular Mechanics — вышел в ноябре 2002 года. Первое время в номерах было от 4 до 8 переводных статей, заимствованных у американской версии журнала. Начиная с 2006 года количество переводов не превышало двух статей в номере. Весь материал целиком создавался редакторами русской «Популярной механики». Помимо издателя и главного редактора, сотрудниками журнала являлись три редактора, секретарь, художественный отдел (5 человек), интернет-отдел (3 человека) и отдел рекламы и пиара (6 человек).
По состоянию на 2008 год журнал выходил ежемесячно общим тиражом 200 тысяч экземпляров, охват читательской аудитории составлял 400 тыс. человек в Москве и 1339,3 тыс. человек по России.
Тематика статей — история, техника (роботы, электроника, компьютеры, транспорт, нанотехнологии, энергетика, технологии в архитектуре, стенобитные орудия, современная бытовая техника, оригинальные изобретения, и т. д.), астрономия (космология, космонавтика, планетология, и т. д.), физика, химия, биология, оружие.
10 марта 2022 года из-за вторжения России на Украину американский медиаконгломерат Hearst Corporation прекратил сотрудничество с Россией и отозвал лицензию у компании Independent Media, выпускавшей журнал. В связи с этим российская версия журнала была переименована в TechInsider.

## Главные редакторы
До сентября 2008 года главным редактором был Александр Грек, с сентября 2008 года главным редактором стал Сергей Апресов, а с 2016 года главным редактором вновь стал Александр Грек.

## Проекты с «Нашим радио»
Существовало два совместных проекта журнала «Популярная механика» и радио «Наше радио»: познавательная передача «Простые вещи» и «Сделано в России».
Передача «Простые вещи» была посвящена истории простых предметов. Передача выходила в эфир «Нашего Радио» в течение 2008 года по будням в 13:20. Передача «Сделано в России» была посвящена достижениям русских учёных. Транслировалась в 2006 году и была возобновлена в 2008 году. В 2008 году транслировалась всю осень по будним дням в 13:20. Четыре полуминутных ролика каждый день анонсируют эти передачи и журнал «Популярная механика».

## Сайт «Популярная механика»
У журнала «Популярная механика» был свой сайт. На нём хранился архив журнала, выкладывались свежие номера, был раздел «Галерея», который делился на четыре части: коллекция познавательных видеороликов, фотографии из рубрики «Кадр дня», репортажи редакции о своих поездках и достижениях в рубрике «Наши отчеты», и фотографии из статей, оформленные в виде обоев для рабочего стола компьютера. На сайте публиковались анонсы и результаты конкурсов, письма читателей, а также проводились опросы на темы журнала.
Рубрики сайта:
| - Технологии - Наука - Оружие - История - Технопарад | - Адреналин - Тест-драйв - Автомобили - Гаджеты - От Редактора - Техношоу | - Путеводитель - Мастер-класс - Промдизайн - Артефакт - Фантастика | - Лаборатория - Сделано в России - Экотехнологии |

## «Наш Марс»
24 сентября 2007 года «Популярная механика» создала проект, посвящённый колонизации Марса Россией и назвала его «Наш Марс». За время существования сайт набрал более 60 000 голосов поддержки.
Александр Грек так говорит об этом проекте:

Зачем мы запустили этот проект? Чтобы ответить на простой вопрос — нужно ли России отправлять собственную пилотируемую экспедицию к Марсу. Причём вопрос этот мы задаём не космическим чиновникам или президентской администрации, а всем вам — жителям нашей страны. А чтобы вы могли принять обоснованное решение, мы постарались собрать на этом ресурсе всю необходимую информацию.

## Разделы журнала
| - Технологии - ПМ в вашем городе - Сделано в России - Наука - Оружие | - История - Адреналин - Тест-драйв - Автомобили - Гаджеты | - Путеводитель - Артефакт - Мастер-класс - Промдизайн - Письмо редактора | - Письма читателей - Машина времени - Технопарад - Техношоу - То, что надо! - Профессии |